# Gronops lunatus
Gronops lunatus är en skalbaggsart som först beskrevs av Fabricius 1775.  Gronops lunatus ingår i släktet Gronops, och familjen vivlar. Arten är reproducerande i Sverige.

## Bildgalleri

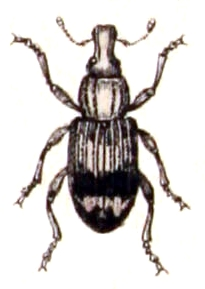